# Carlton Palmer
Carlton Lloyd Palmer (* 5. Dezember 1965 in Rowley Regis) ist ein ehemaliger englischer Fußballspieler und Trainer. Zwischen 1992 und 1993 bestritt er achtzehn Länderspiele für England.

## Spielerkarriere

### West Bromwich Albion (1984–1989)
Carlton Palmer startete seine Spielerkarriere in der Football League First Division 1985/86 für seinen Jugendverein West Bromwich Albion. Er bestritt zwanzig Ligaspiele und stieg am Saisonende als Tabellenletzter in die zweite Liga ab. Nach knapp drei Jahren als Stammspieler in der Second Division verließ er West Bromwich am 23. Februar 1989 und wechselte für £750.000 zum Erstligisten Sheffield Wednesday.

### Sheffield Wednesday (1989–1994)
Für seinen neuen Verein bestritt er noch dreizehn Ligaspiele (ein Tor) in der Saison 1988/89 und sicherte sich mit Sheffield den Klassenerhalt. Dies gelang dem Team um Carlton Palmer (34 Ligaspiele) in der folgenden Saison nicht, Sheffield stieg aufgrund der schlechteren Tordifferenz statt Luton Town in die zweite Liga ab. Deutlich erfolgreicher gestaltete Wednesday die Saison 1990/91 mit dem direkten Wiederaufstieg und dem Einzug ins Finale des englischen Ligapokal 1990/91. Durch ein 1:0 im Finale über Manchester United gewann der Verein ohne den nicht eingesetzten Palmer (45 Ligaspiele/2 Tore) zum ersten Mal diesen Wettbewerb. Zu Beginn der First Division 1991/92 übernahm Trevor Francis den Trainerposten des zu Aston Villa gewechselten Ron Atkinson und führte Sheffield auf einen sehr guten dritten Tabellenplatz. Palmer (42 Ligaspiele/5 Treffer) stellte nun auch im Oberhaus des englischen Fußballs seine Klasse unter Beweis und eroberte die Aufmerksamkeit des englischen Nationaltrainers Graham Taylor. Neben einem siebten Platz in der Premier League 1992/93 erreichte Wednesday in beiden englischen Pokalwettbewerben das Finale. Zunächst bestritt das Team um Viv Anderson, Chris Waddle und Carlton Palmer am 18. April 1993 die Finalpartie im Ligapokal 1992/93 gegen den FC Arsenal und verlor diese mit 1:2. Nur einen Monat hieß der Gegner im Finale des FA Cup erneut FC Arsenal und auch in diesem Wettbewerb setzte sich die Mannschaft aus London nach einem 1:1 n. V. im ersten Spiel, im Wiederholungsspiel mit 2:1 durch.

### Leeds United (1994–1997)
Am 30. Juni 1994 wechselte Palmer für £2.600.000 zum Ligarivalen Leeds United. In der Premier League 1994/95 kam er regelmäßig zum Einsatz und schaffte über den fünften Platz die Qualifikation für den UEFA-Pokal 1995/96, in dem United jedoch vorzeitig ausschied. Die Leistungen in der Liga verschlechterten sich zudem deutlich und führten 1996 und 1997 zu zwei Platzierungen im unteren Mittelfeld. Dafür erreichte Leeds das Ligapokalfinale 1995/96, verlor jedoch mit 0:3 gegen Aston Villa.

### FC Southampton, Nottingham Forest und Coventry City (1997–2001)
Im Verlauf der Premier League 1997/98 unterschrieb er am 26. September 1997 einen Vertrag beim FC Southampton und spielte für den Verein bis zum 21. Januar 1999, ehe er sich dem akut abstiegsgefährdeten Ligarivalen Nottingham Forest anschloss. Nach dem Abstieg mit seinem neuen Team wechselte er am 17. September 1999 erneut den Verein und spielte fortan für den Erstligisten Coventry City. Später kehrte er noch zweimal auf Leihbasis zu seinem alten Verein Sheffield Wednesday zurück, ehe er seine Karriere als Spielertrainer bei unterklassigen Vereinen ausklingen ließ.

### Englische Nationalmannschaft (1992–1993)
Am 29. April 1992 debütierte der 26-jährige Carlton Palmer in der englischen Nationalmannschaft beim 2:2 in Russland. Im Sommer 1992 bestritt er drei weitere Vorbereitungsspiele für die Fußball-Europameisterschaft 1992 in Schweden und wurde von Nationaltrainer Graham Taylor in den englischen EM-Kader berufen. Palmer bestritt alle drei Vorrundenspiele, musste mit England jedoch bereits nach der Vorrunde die Heimreise antreten. Nach dem Turnier bestritt er acht Spiele in der Qualifikation zur Fußball-Weltmeisterschaft 1994 in den USA und erzielte beim 6:0-Heimsieg über San Marino seinen ersten Treffer. England erreichte jedoch nur den dritten Platz hinter Norwegen und den Niederlanden und verpasste damit die Teilnahme am Endturnier. Unter Taylors Nachfolger Terry Venables kam Palmer nicht mehr zum Einsatz.

## Trainerkarriere

### Stockport County (2001–2003)
Am 6. November 2001 wechselte Palmer von Coventry City zum Zweitligisten Stockport County und übernahm den Posten des Spielertrainers. County stieg am Saisonende 2001/02 als Tabellenletzter in die dritte Liga ab und beendete die Saison 2002/03 in der neuen Spielklasse als Vierzehnter. Nach einem Fehlstart in die Saison 2003/04 wurde Carlton Palmer am 18. September 2003 in Stockport entlassen.

### Mansfield Town (2004–2005)
Nach einer zwischenzeitlichen Spielertätigkeit bei Dublin City übernahm Palmer am 11. November 2004 zunächst übergangsweise den Trainerposten beim Viertligisten Mansfield Town. Nach nur sechs Punkten aus den ersten neun Spielen der Saison 2005/06 trat Palmer am 17. September 2005 von seinem Posten zurück.

## Titel und Erfolge
- FA-Cup-Finalist: 1993 (1:1 und 1:2 n. V. gegen den FC Arsenal)
- Ligapokalfinalist: 1993 (1:2 gegen den FC Arsenal)
- Ligapokalfinalist: 1996 (0:3 gegen Leeds United)